# Protichneumon pisorius
Protichneumon pisorius är en stekelart som först beskrevs av Carl von Linné 1758.  Protichneumon pisorius ingår i släktet Protichneumon och familjen brokparasitsteklar. Arten är reproducerande i Sverige. Inga underarter finns listade i Catalogue of Life.